# Белвино
Белвино́ (ОАО «Белвино») — ликёроводочный завод, старейший в Белгородской области и один из основных производителей спиртных напитков в регионе.
Функционировать предприятие начало в 1960 году под названием «Белгородский винзавод» в качестве завода вторичного виноделия, и на тот момент входило в состав Молдвинпрома. Специализировался завод на розливе виноградных вин из молдавских виноматериалов.
В 1986 году винзавод был переориентирован на производство безалкогольной продукции: сиропов, минеральной воды из местных источников и розлива минводы, ввозимой в Белгородскую область с Кавказа. А в 1989 году на территории завода был открыт собственный источник минеральной воды.
В 1991 году был введён в эксплуатацию водочный цех, а уже через год начато производство горьких настоек.
С 2016 года Акционерное общество «Белвино» имеет производственную мощность более двух миллионов декалитров в год, и специализируется на производстве алкогольных напитков собственных торговых марок и оказывает услугу розлива.
В октябре 2017 года стало известно, что ФАС РФ оштрафовала ОАО «Белвино» на сумму 5,45 млн рублей за нарушение закона «О защите конкуренции».
По итогам 2021 года выручка составила 617,8 млн рублей и уменьшилась на 1,5 % по сравнению с 2020 годом.
В мае 2022 года освоено производство водки «ВZVОД».